# Sumber Banteng
Sumber Banteng (Sumberbanteng) is een bestuurslaag in het regentschap Pasuruan van de provincie Oost-Java, Indonesië. Sumber Banteng telt 1521 inwoners (volkstelling 2010).